# Darenth
Darenth är en ort och civil parish i grevskapet Kent i sydöstra England. Orten ligger i distriktet Dartford, cirka 4 kilometer sydost om Dartford och cirka 6 kilometer nordost om Swanley. Tätorten (built-up area) hade 2 584 invånare vid folkräkningen år 2021.